# Ambrogio Teodosio Macrobio
Ambrogio Teodosio Macrobio (in latino Ambrosius Theodosius Macrobius; 385 circa – 430 circa) è stato uno scrittore, grammatico e funzionario romano del V secolo.
Studioso anche di astronomia, sostenne la teoria geocentrica.

## Possibili identificazioni
Della vita di Macrobio non si sa molto e quel poco che è stato tramandato dai suoi contemporanei non è del tutto affidabile. Così è dubbio se vada identificato con il Macrobio che fu proconsole d'Africa nel 410 o col Teodosio prefetto del pretorio d'Italia, Africa e Illirico nel 430, identificazione oggi condivisa dalla maggior parte degli studiosi.
Due cose appaiono però certe agli storici moderni: che Macrobio nacque nell'Africa romana e che non professasse il Cristianesimo (come creduto nel corso del Medioevo), ma fosse pagano.

## Opere
I Saturnalia, la sua opera principale, sono un dialogo erudito che si svolge in tre giornate, raccontate in sette libri, in occasione delle feste in onore del dio Saturno. L'opera ha un carattere enciclopedico ed è centrata principalmente sulla figura di Virgilio, anche se i suoi contenuti spaziano dalla religione alla letteratura e alla storia fino alle scienze naturali. Macrobio contribuì significativamente all'esegesi dell'Eneide e dell'opera di Virgilio più in generale; inoltre è grazie a lui se ci sono pervenuti frammenti di vari autori famosi, tra i quali spiccano Ennio e Sallustio, e se si è mantenuto il ricordo di poeti meno conosciuti come Egnazio e Sueio.
Nei Commentarii in Somnium Scipionis, partendo dal Somnium Scipionis di Cicerone, scrisse un commentario in due libri, dedicato al figlio Eustazio. In questi due libri emerge il pensiero filosofico neoplatonico: Dio, che è origine di tutto ciò che esiste, crea la mente (noûs), che crea l'«anima del mondo; a sua volta l'anima del mondo, a poco a poco, volgendo indietro lo sguardo, essa stessa, incorporea, degenera fino a diventare matrice dei corpi».
Macrobio compose anche un'opera grammaticale dedicata al verbo greco e latino, De verborum graeci et latini differentiis vel societatibus (titolo da preferire al più diffuso De differentiis vel societatibus graeci latinique verbi), basato sia su fonti grammaticali greche, soprattutto Apollonio Discolo, che latine (Gellio e una fonte anonima utilizzata anche da Carisio e Diomede). L'opera nella sua forma originale non si è conservata ma ne restano ampi estratti, i più importanti dei quali sono quelli realizzati nel IX secolo molto probabilmente ad opera di Giovanni Scoto Eriugena; un altro gruppo di estratti, più limitato ma testualmente molto valido, è conservato in alcuni fogli di un manoscritto bobbiese scritto fra il VII e l'VIII secolo; infine l'operetta macrobiana è stata ampiamente utilizzata da un trattato grammaticale sul verbo latino, composto forse in area orientale e tramandato anch'esso da un codice di provenienza bobbiese. Tutte queste testimonianze ci consentono di farci un'idea piuttosto precisa del contenuto della perduta trattazione macrobiana, che sembra destinata, più che ad una utilizzazione scolastica, a fornire esempi e discussioni erudite delle analogie fra il sistema verbale greco e quello latino, utile soprattutto per un lettore colto, in possesso di una buona formazione linguistica sia greca che latina. Va inoltre notato come questa sia in pratica l'unica opera latina dedicata esplicitamente ad un'analisi sistematica delle somiglianze linguistiche fra greco e latino, che trova qualche analogia solo in alcune sezioni della grammatica di Prisciano. Ampie parti dell'opera furono citate in un manoscritto del IX secolo attribuito a Scoto Eriugena.

## Fortuna critica

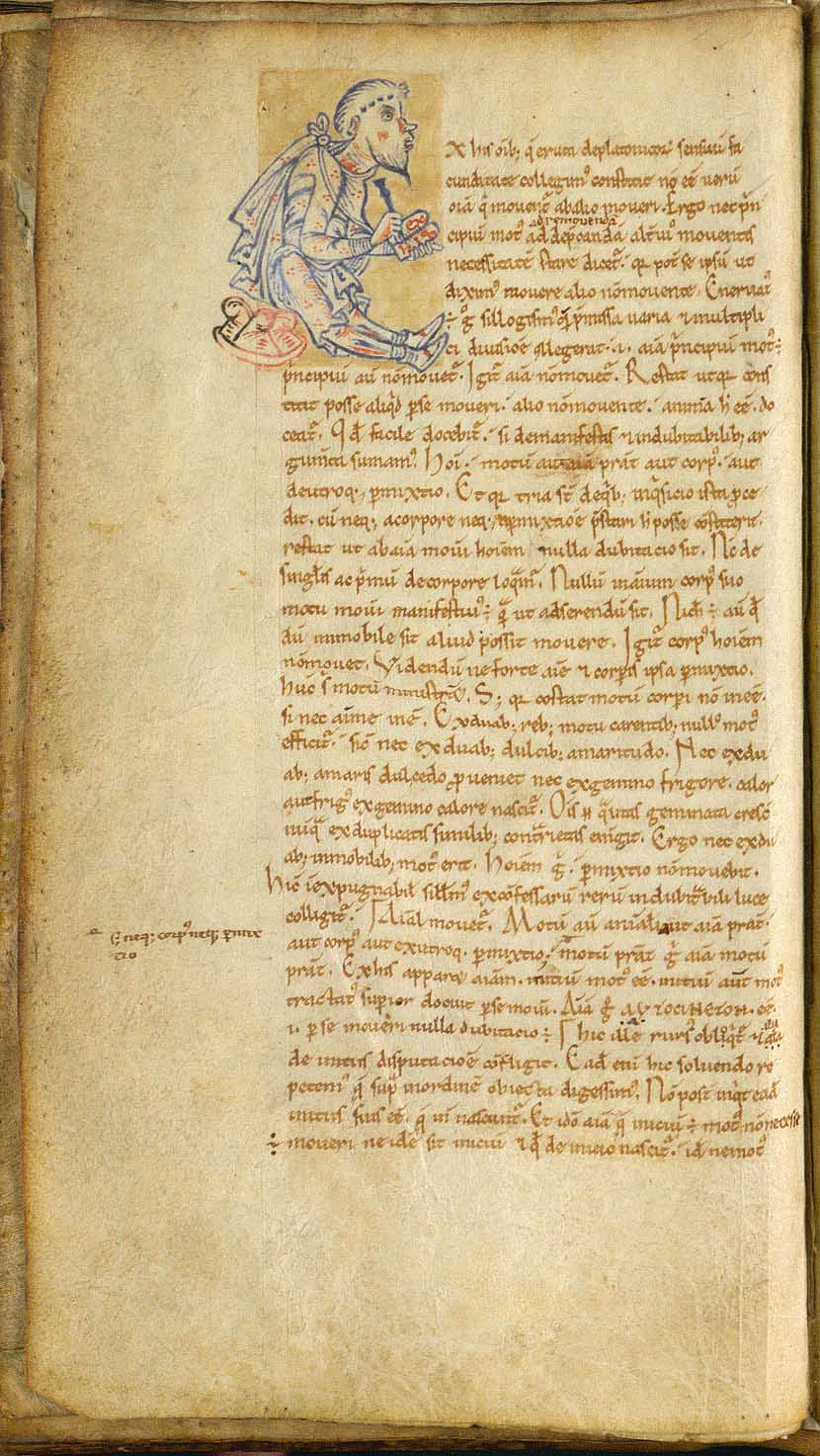
Una pagina dei Commentarii in Somnium Scipionis di Macrobio

Durante il Medioevo Macrobio fu identificato come un autore cristiano e per questo poté godere di una buona reputazione, che gli permise di essere letto, studiato e citato dai più illustri filosofi come Pietro Abelardo. Le sue opere furono copiate dagli amanuensi nei monasteri e così non venne dimenticato, ma, terminato il Medioevo, in un primo tempo non venne considerato dagli umanisti, che poi invece lo ripresero. Non aveva avuto tuttavia grande considerazione nel XV secolo, poiché, al Neoplatonismo, la maggior parte degli studiosi preferiva le opere di Platone stesso.
L'appartenere ad un periodo così tardo della storia antica non gli ha mai giovato e solo oggi si sta riprendendo lo studio delle sue opere in modo più approfondito, pur con meno intensità rispetto al Medioevo. In effetti gli studiosi oggi non analizzano tanto l'opera di Macrobio per conoscerne e apprezzarne il pensiero, ma cercano più che altro di dargli una datazione e un'identità.